# Cumaral
Cumaral – miasto w Kolumbii, w departamencie Meta.